# Pomnik Straceń w Suwałkach

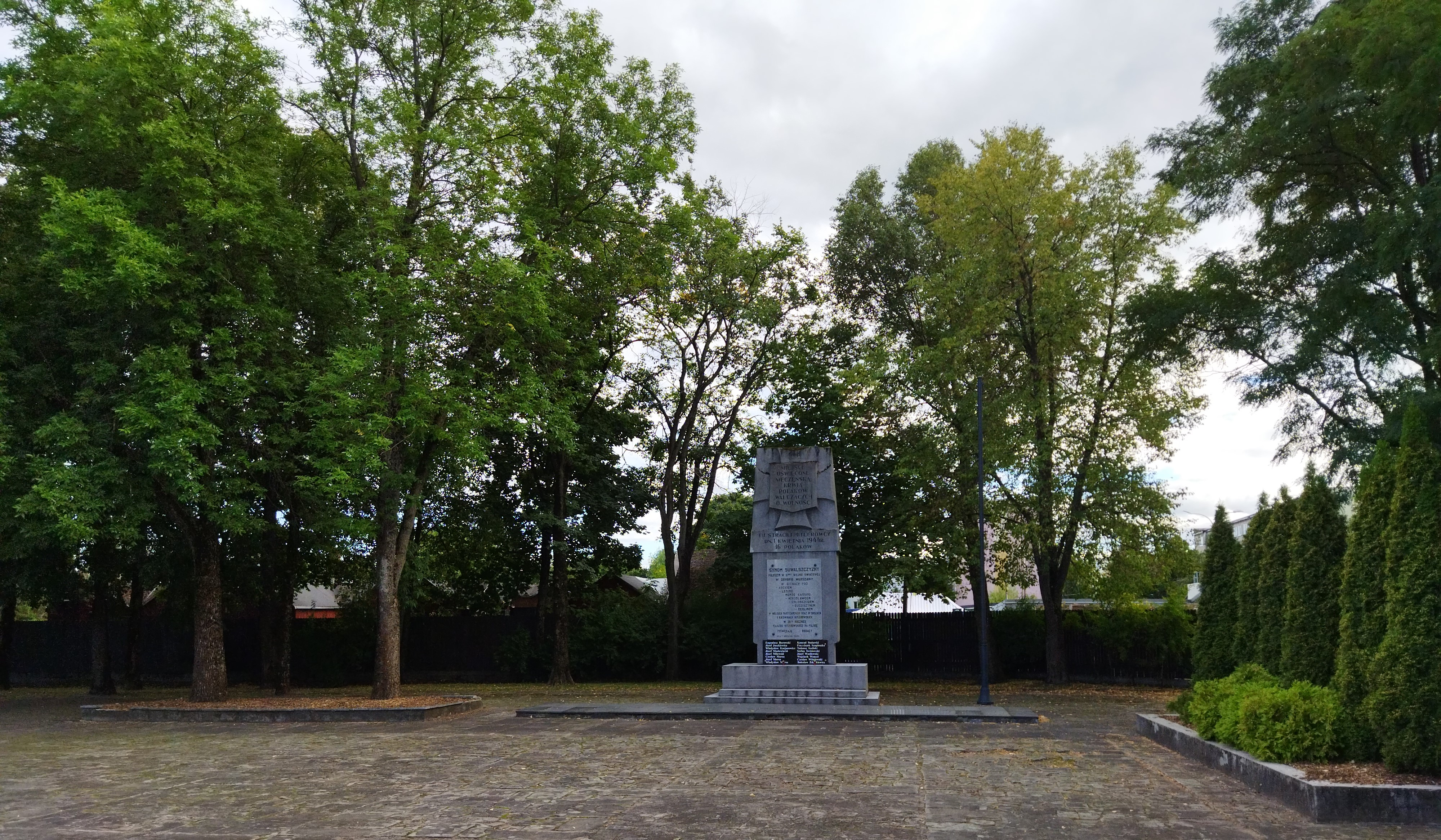
Pomnik Straceń w Suwałkach

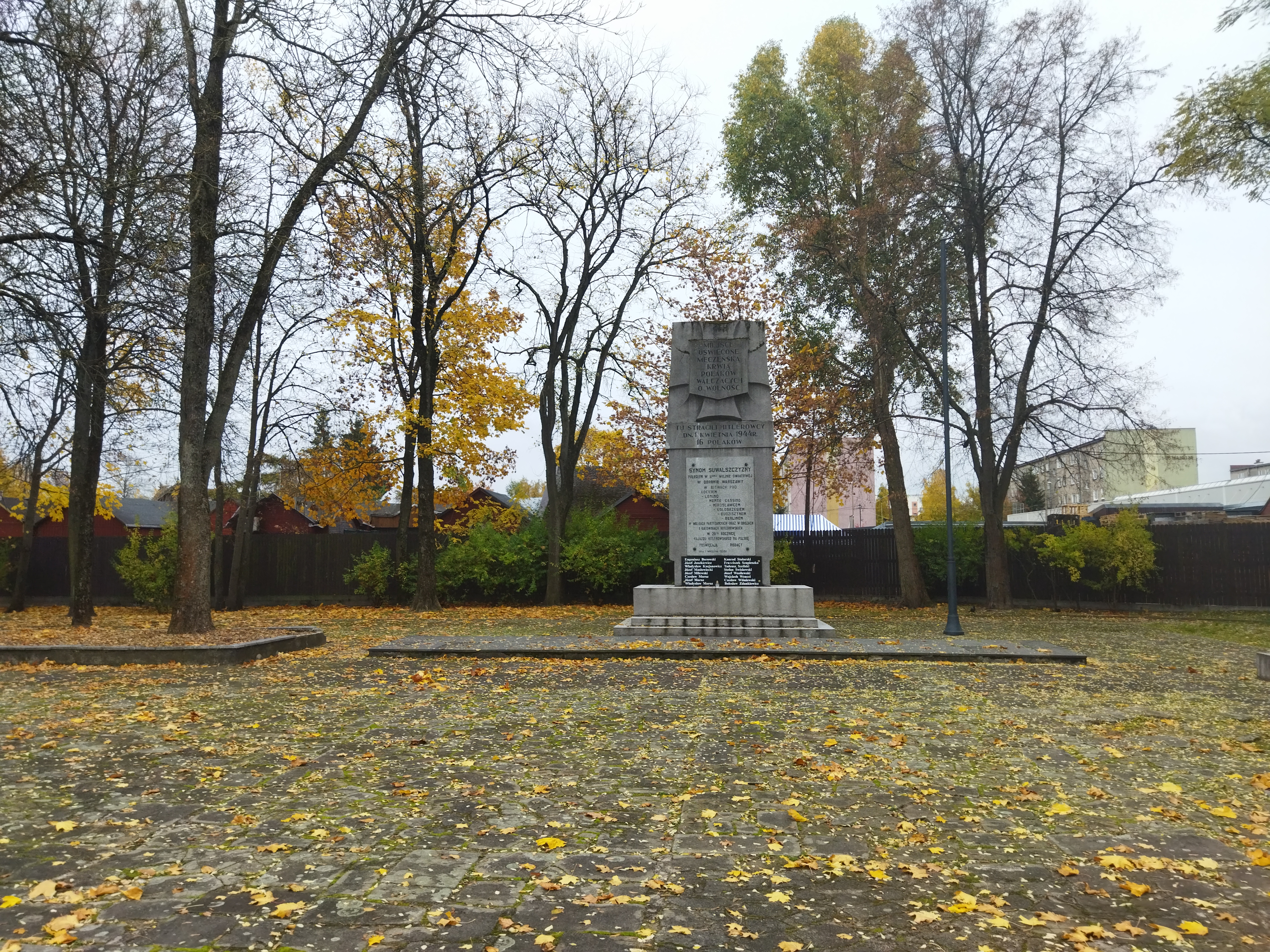
Pomnik Straceń (Suwałki)

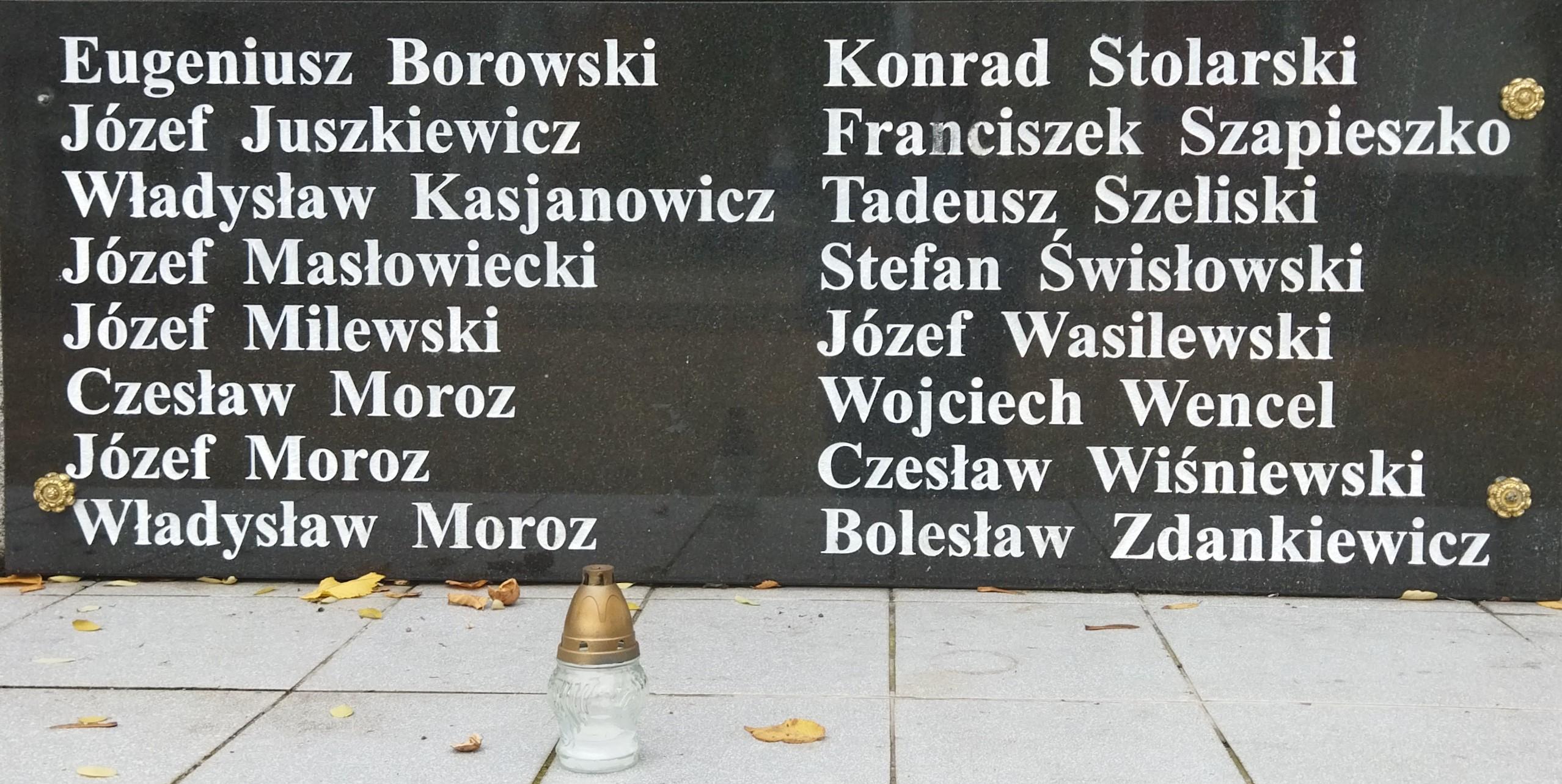
Tablica z nazwiskami ofiar egzekucji z dnia 1 kwietnia 1944 r. (Suwałki)

Pomnik Straceń w Suwałkach – pomnik (obiekt pamięci narodowej) w Suwałkach, wzniesiony na placu wydzielonym z tzw. rynku siennego. Znajduje się przy ulicy Sejneńskiej, przy skrzyżowaniu z ulicą Utrata. Pomnik w formie prostopadłościanu o wysokości ok. 6 metrów umieszczony na czworobocznej podstawie (cokole). Upamiętnia 16 Polaków powieszonych przez hitlerowców w dniu 1 kwietnia 1944 roku .

## Egzekucja szesnastu
1 kwietnia 1944 roku hitlerowcy powiesili na tzw. Placu Straceń 16 Polaków.

O tej zbrodni tak pisał Zygmunt Filipowicz: Na początku 1944 roku okupacyjne władze rozpowszechniały odezwy w formie ultimatum, żądające zaprzestania zbrojnej działalności partyzanckiej na obszarze Suwalszczyzny, wydania lokalnych dowódców Armii Krajowej z rotmistrzem Kazimierzem Ptaszyńskim (...). W razie niespełnienia tych żądań groziły represje, do kar śmierci włącznie. W związku z brakiem odzewu ze strony Polaków 
31 marca 1944 roku w godzinach popołudniowych na placu u zbiegu obecnych ulic Sejneńskiej i Utraty, na tzw. rynku siennym, zbudowano szubienice. Następnego dnia (1 kwietnia), wczesnym rankiem Niemcy obstawili plac i sąsiednie ulice. Dwoma samochodami przywieziono skazańców. Najpierw jeden samochód podjechał tyłem z opuszczoną klapą do szubienicy. Ośmiu Polakom założono na szyje pętle i samochód ruszył do przodu. Skazani zawiśli na szubienicy. Wówczas podjechał następny samochód i powtórzono te same czynności. W trakcie egzekucji 16 mężczyzn jeden z nich, najmłodszy, 16-letni chłopak zerwał się z pętli. Dobito go na ziemi dwoma strzałami. (…) Ciała zamordowanych pozostawiono na widok publiczny. Późnym popołudniem wywieziono powieszonych i pogrzebano w lesie szwajcarskim, a szubienicę rozebrano. Zgodnie z relacjami świadków tego wydarzenia, Niemcy celowo spędzili mieszkańców miasta w miejsce egzekucji, by zademonstrować swoją bezwzględność i zastraszyć Polaków. Egzekucją kierował szef suwalskiego gestapo kapitan SS Hauptsturmfuhrer (w III Rzeszy stopień paramilitarny) Herman Castendyck.

Po zakończeniu II wojny światowej władze polskie postanowiły upamiętnić te wydarzenia. Zamiar wystawienia pomnika pojawił się już wiosną 1946 roku, a zgłosił go 27 maja na posiedzeniu rady miejskiej burmistrz Wacław Rudzki. Zarząd miasta 17 sierpnia tego roku wydzielił z tzw. rynku siennego plac o powierzchni około 3 tys. m², postanowił go ogrodzić i uporządkować. Jednak dopiero w czerwcu 1950 roku Prezydium Powiatowej Rady Narodowej zaakceptowało projekt budowy pomnika przedłożony przez Związek Bojowników o Wolność i Demokrację. 23 października 1950 roku na placu Straceń (…) odsłonięto pomnik postawiony ku czci powieszonych tam 16 Polaków (…). Wcześniej stał tam krzyż, pod którym składano kwiaty i wieńce.(...) W dwudziestą rocznicę wybuchu wojny, 6 września 1959 roku, na pomniku odsłonięto tablicę pamiątkową ufundowaną przez społeczeństwo miasta. Wartę honorową obok żołnierzy pełnili harcerze ze Szkoły Podstawowej nr 2, wieńce złożyła młodzież szkolna, przedstawiciele suwalskich zakładów pracy i władze miasta.

## Opis pomnika
Pomnik (ok. 6 metrów wysokości) znajduje się na placu wydzielonym z dawnego rynku siennego, u zbiegu ulic Sejneńskiej i Utraty. Ma kształt prostopadłościanu delikatnie zwężającego się ku górze, osadzonego na podstawie – niskim cokole, do którego prowadzą dwa schodki (wymiary podstawy schodkowej ok. 3x4 metry).  
W górnej części monumenty znajduje się symboliczny krzyż Virtuti Militari, w który wkomponowano napis: Miejsce uświęcone męczeńską krwią Polaków walczących o wolność.  Poniżej umieszczono tekst: Tu stracili hitlerowcy dn. 1 kwietnia 1944 r. 16 Polaków. Na kolejnym polu poniżej znalazła się tablica o treści: Synom Suwalszczyzny poległym w II wojnie światowej: w obronie Warszawy, w bitwach pod Kockiem, Lenino, Monte Cassino, Mirosławcem, Kołobrzegiem, Budziszynem, Berlinem, w walkach partyzanckich oraz w obozach i katowniach hitlerowskich w 20-tą rocznicę najazdu hitlerowskiego na Polskę poświęcają Rodacy. Dnia 1 września 1959 r. Wreszcie na samym dole pomnika, wmurowano tablicę z nazwiskami 16 zamordowanych 1 kwietnia 1944 roku. Tablica zawisła na pomniku dopiero pod koniec grudnia 2003 roku. Ustalenie personaliów zabitych mężczyzn okazało się skomplikowaną sprawą wymagającą wyjaśnienia wielu nieścisłości. W sierpniu 2009 roku zamontowano na pomniku nową tablicę z uaktualnioną listą nazwisk ofiar kwietniowej egzekucji. W 2008 roku pomnik poddano remontowi, który przeprowadzono z pieniędzy pochodzących z budżetu miasta. Na tylnej ścianie monumentu znajduje się metalowa tabliczka z informacją, iż opiekunami społecznymi pomnika są suwalskie Zakłady Płyt Wiórowych i Szkoła Podstawowa nr 6 znajdująca się przy ulicy Sejneńskiej. 

## W Lesie Szwajcarskim
W pobliskim Lesie Szwajcarskim leżącym na północ od Suwałk, znajduje się grób ofiar egzekucji z 1 kwietnia 1944 roku. Na mogile (ogrodzony grób ziemny), na niewielkim postumencie, umieszczono tablicę z nazwiskami pomordowanych Polaków. 

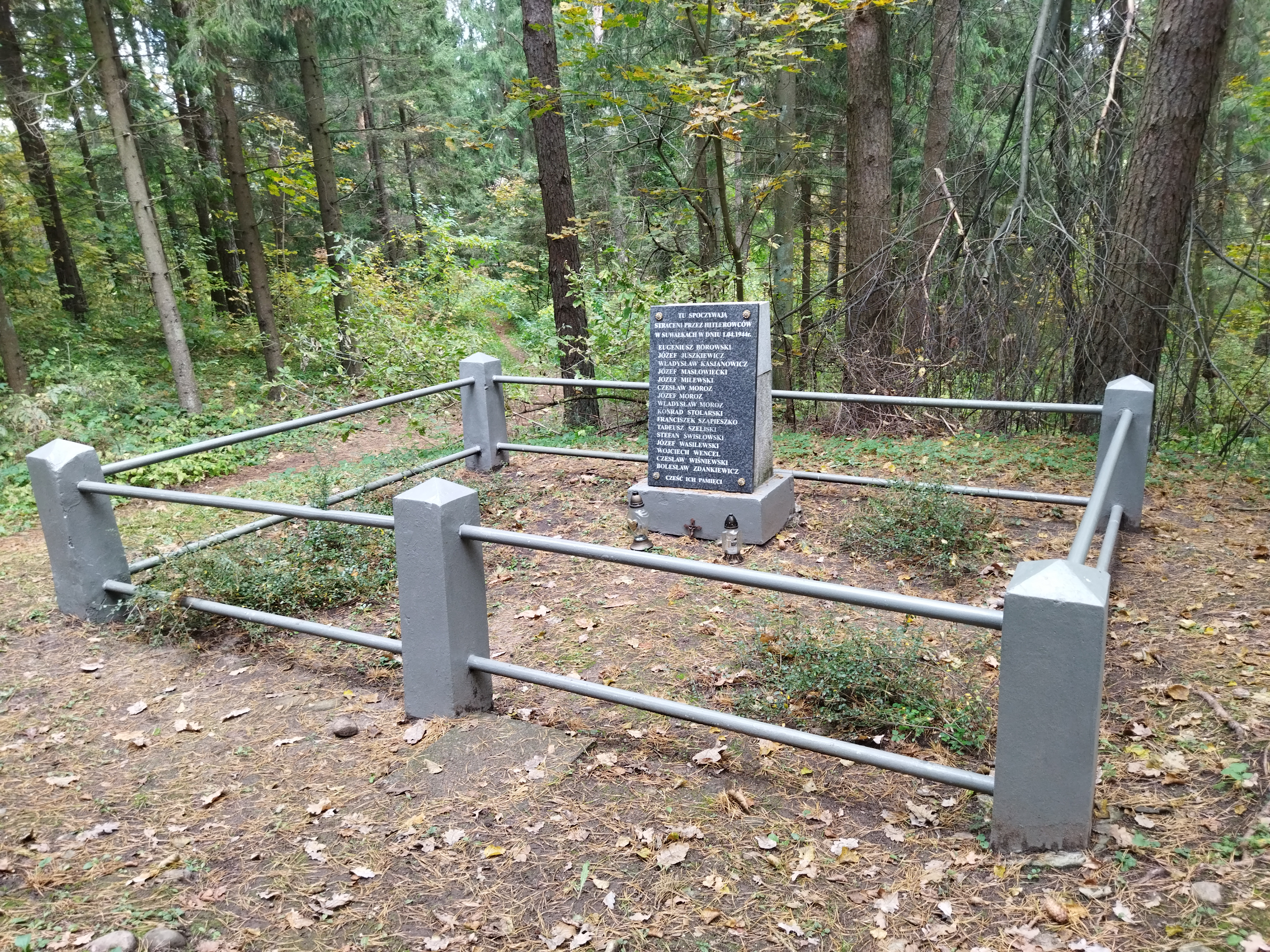
Grób ofiar egzekucji z 1 kwietnia 1944 roku (Las Szwajcarski za Suwałkami)
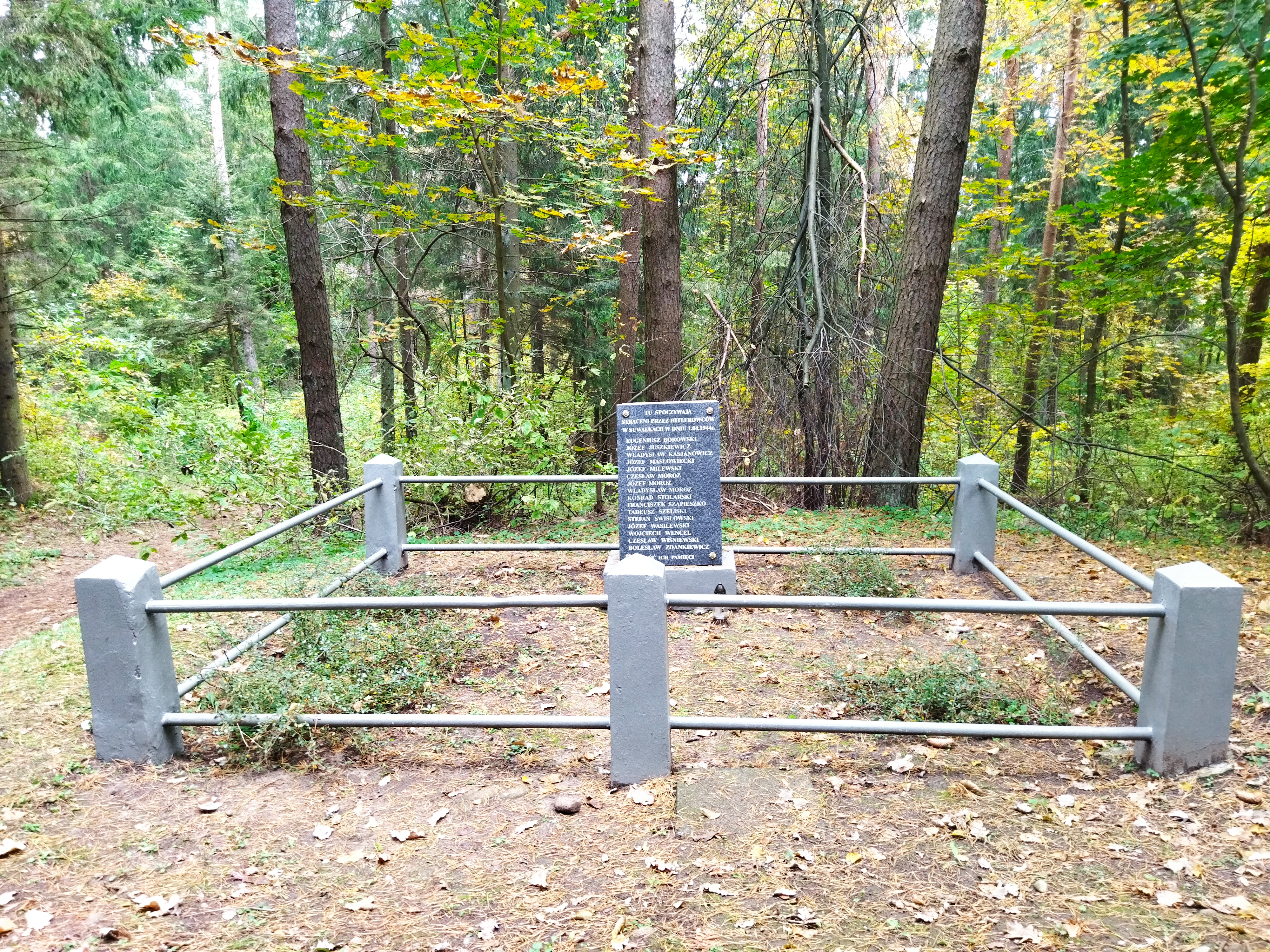
Grób ofiar egzekucji z 1 kwietnia 1944 roku (Las Szwajcarski)
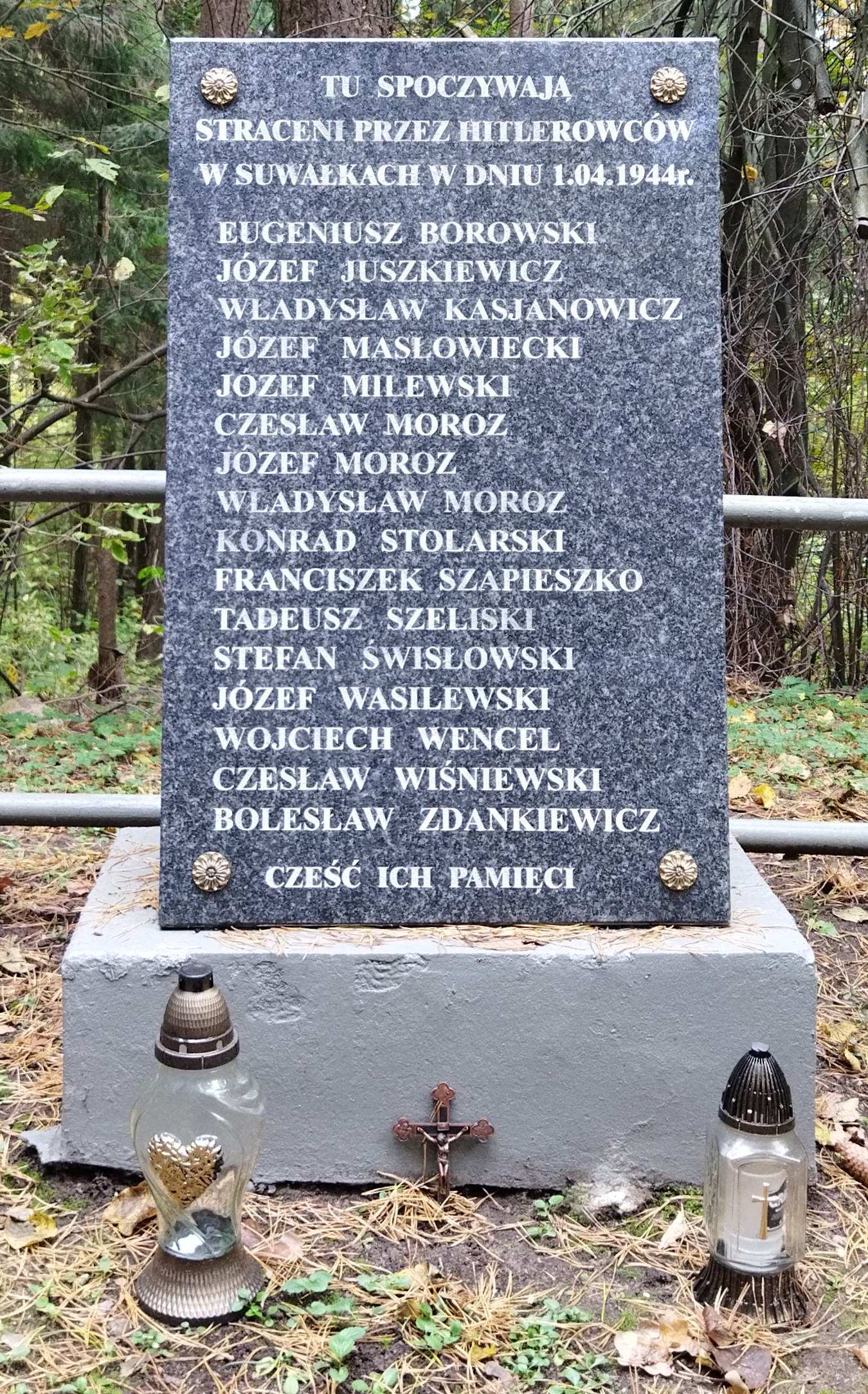
Tablica z nazwiskami ofiar egzekucji z 1 kwietnia 1944 roku (na grobie w Lesie Szwajcarskim za Suwałkami)